# Noussair El Maimouni
Noussair El Maimouni ou encore Nassir El Mimouni, né le 20 février 1991 à Tétouan (Maroc) est un footballeur marocain évoluant dans le club du MC Oujda. Il joue au poste de milieu défensif.

## Biographie
Il participe à la Ligue des champions d'Afrique avec le club du Moghreb de Tétouan.

## Palmarès
- Champion du Maroc en 2012 et 2014 avec le Moghreb de Tétouan ; en 2018 avec l'Ittihad de Tanger